# Цуманська пуща

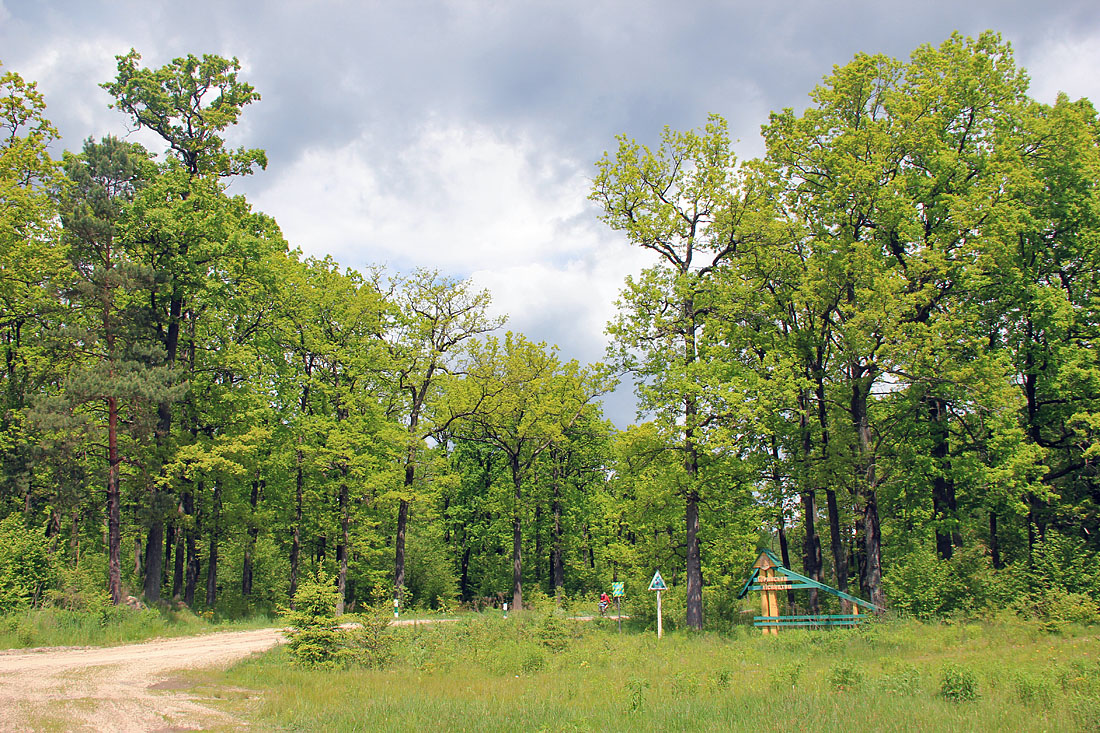
В'їзд до Цуманської пущі

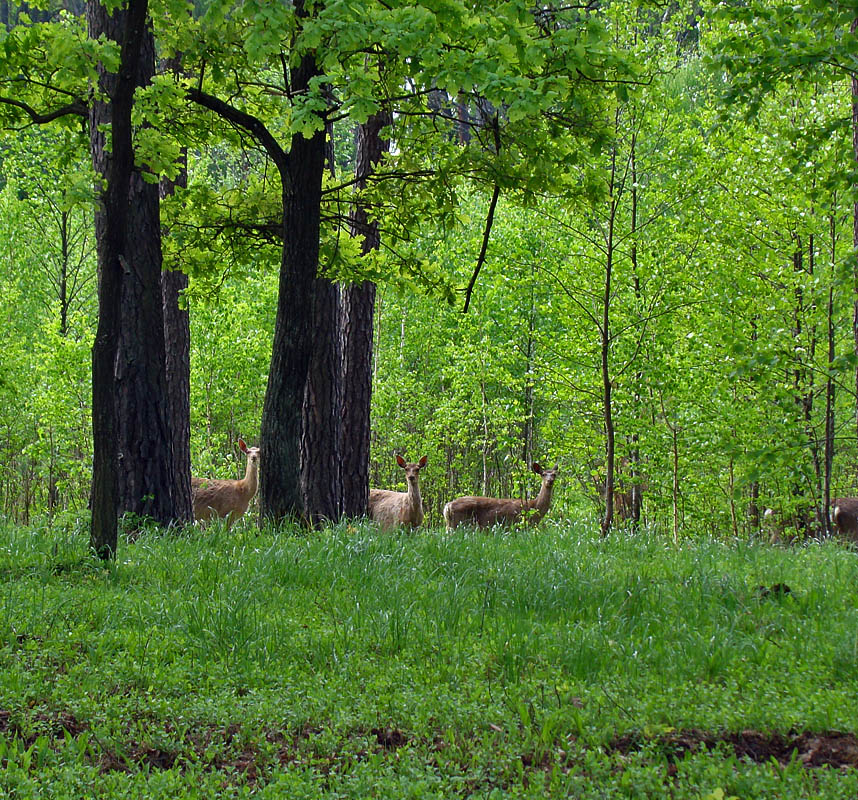
Олені в Цуманській пущі

Цуманська пуща — лісовий масив на крайній південній межі Українського Полісся, розташований неподалік межі Волинського лесового плато. В давні часи льодовикові води досягали цієї території, в місцях їх накопичення утворились болота. Через тисячоліття тут поступово сформувався оригінальний природний комплекс із переважанням лісових масивів. Ліси формувалися на більш багатих, ніж на півночі Полісся, ґрунтах. Нині це праліси дубових та сосново-дубових лісів, які утворюють своєрідний комплекс із болотами різних типів, ділянками лук по водотоках, чорновільшняками. Цей
природний комплекс зберігає багате біорізноманіття — види рослинного і тваринного світу пристосувалися до мешкання в цих різних екологічних умовах, у пралісах зберігаються рідкісні види рослин та тварин, а біорізноманіття боліт відзначається своєрідністю.
Відповідно до Указу Президента України № 203 від 22.02.2010 року "Про створення Ківерцівського національного природного парку «Цуманська пуща» і була проведена юридична дія по реєстрації Ківерцівського національного природного парку «Цуманська пуща» в Єдиному державному реєстрі 23.09.2015 року.

## Біорізноманіття
Своєрідний характер рослинності Цуманської пущі обумовлено її розташуванням у південній смузі Українського (в цьому разі Західного) Полісся на межі з Волинським лесовим плато. На території Цуманської пущі значну площу займають досить багаті ґрунти, зайняті дубовими та грабово-дубовими лісами. За зоогеографічними параметрами територія Цуманської пущі належить до бореальної лісової зоогеографічної зони поліського зоогеографічного округу, західно-волинського зоогеографічного району. У складі фауни Цуманської пущі переважають лісові види — неморальні і бореальні, значну частку становлять широкоареальні види — мешканці луків, водойм та боліт. Представлені тут і тварини-синантропи, які екологічно пов'язані з агроландшафтами, в тому числі й помешканнями людини. За узагальненими даними на території Цуманської пущі виявлено 249 видів хребетних тварин, з них кісткових риб — 23, земноводних -11, плазунів — 7, птахів — 166, ссавців — 42 види.

## Розташування
Територія Цуманської пущі є умовно прийнятою ділянкою великого, колись суцільного лісового масиву, який розташований у межиріччі Стиру і Горині.
Назва пущі походить від назви селища Цумань, заснованого у середині XIX століття. Тому, Цуманська пуща — назва відносно нова. Однак, вона охоплює не лише ліси навколо селища Цумань або межі Цуманського держлісгоспу, а й увесь більш-менш збережений нині єдиний лісовий масив. До складу Цуманської пущі входить ряд ділянок єдиного, генетично пов'язаного між собою лісового масиву, окремі з яких мають відомі назви — Берестянські, Звірово-Котівські, Муравищенські ліси, Клеванський ліс, Горинські діброви, а також ряд урочищ — Богуславка, Болярка, Брак, Гинин, Димер, Діброва, Добра, Дубове, Живоронь, Заброди, Забужжя, Залісся, Звіринець, Каменюха, Козел, Крахане, Крижик, Куровоч, Кути, Латина, Лопатень, Луги, Майдан, Млинок, Мощаниця, Оберадчина, Обихідне, Острів, Папики, Пендики, Перейми, Різки, Рудка, Рудки, Сушні, Хрестовець, Цукри, Чернешина, Чисте Болото, Чорна Ворона тощо.
Цуманська пуща (її крайні точки) розташована між 50°45' і 51 °03' північної широти та між 25°3 і 26°07' східної довготи. Загальна площа пущі становить близько 0,8 тис. км2. За геоморфологічним, ґрунтовим, геоботанічним, ландшафтним і лісотипологічним районуванням та сучасним поширенням лісових масивів визначено межі Цуманської пущі.
За сучасним адміністративно-територіальним устроєм України, Цуманська пуща розташована головним чином у межах Ківерцівського адміністративного району (крім південної та західної частин), а також частково Маневицького адміністративного району Волинської області (крайня південна частина) і Костопільського (східна частина) та Рівненського (крайня північно-західна частина) адміністративних районів Рівненської області.
За лісогосподарським розташуванням, Цуманська пуща перебуває в основному у Цуманському держлісгоспі, а також частково у Ківерцівському і Колківському держлісгоспах ДЛГО «Волиньліс», Клеванському держлісгоспі ДЛГО «Рівнеліс» та Ківерцівському міжгосподарському спеціалізованому лісогосподарському підприємстві.

### Межі
- Північна межа: від мосту на р. Рудка, що на межі між Ківерцівським і Маневицьким районами Волинської області, що на дорозі між селами Смельне (Макаревичі) Ківерцівського району Мар'янівка Маневицького району — по межі лісу на південь від сіл Мар'янівка, Рудники, Чорниж, Гораймівка — дорога між селами Гораймівка Маневицького району — Холоневичі Ківерцівського району Волинської облисті.
- Східна межа: від с. Холоневичі Ківерцівського району Волинської області по дорозі до с. Липне і  па південь по дорозі до с. Знамирівка Ківерцівського району Волинської області — кордон з Рівненською областю — лісовий масив на південний захід від с. Перелисянка Костопільського району Рівненської області  - с. Постійне — по р. Жорнівці до с. Деражне — по р. Горинь від с. Деражне Костопільського району до межі лісового масиву на південний захід смт Оржів Рівненського району Рівненської області.
- Південна межа: південно-східна межа лісового масиву від смт Оржів Рівненського району Рівненської області до смт Клевань — с. Новостав — с. Дерев'яне (північні околиці) Рівненського району Рівненської області — границя з Волинською областю — лісовий масив до північних околиць хуторів с. Дідичі Ківерцівського району Волинської області — р. Путилівка до с. Тавок — с. Дерно з лісовим масивом Папики — с. Котів — р. Конопелька і далі по ріці на північний захід до впадіння в неї каналу Муравище біля с. Муравище Ківерцівського району Волинської області.
- Західна межа: р. Конопелька від впадіння в неї каналу Муравище біля с. Муравище Ківерцівського району Волинської області — по каналу Муравище до ур. Добра (лісовий масив між селами Гайове і Муравище) — канали, луки з чагарниками — с. Домашів — по р. Рудка — с. Журавичі — по р. Рудка до мосту, що на дорозі між селами Омельне (Макаревичі) і Мар'янівка, на межі Ківерцівського і Маневицького районів Волинської області.

## Історія
Назва «Цуманська пуща» не має глибокого історичного, літописного коріння. Слід зауважити, що на відміну від всесвітньо відомої Біловезької пущі, ліси якої вперше згадано в Іпатіївському літописі у 983 році, а сама назва «Біловезька пуща» фігурує вперше у польських і литовських грамотах у 1409 р., назва «Цуманська пуща» є досить новою. Саме слово «пуща» в слов'янських мовах (українській, білоруській, російській, польській) означає великий, цільний лісовий масив, що зберігся у майже недоторканому стані. У межиріччі великих приток «волинської Амазонки» Прип'яті — Стиру і Горині — дійсно кілька тисячоліть тому існував великий лісовий масив, який був ніби форпостом Полісся і за південною межею якого починався Лісостеп. Проте, важливість та унікальність цих лісів науковці, краєзнавці і місцеві жителі усвідомили лише у XX столітті. А сама назва «Цуманська пуща», яка походить від селища Цумань, розташованого на південній околиці лісового масиву (першу писемну згадку про цей населений пункт датовано 1557 роком), з'явилась у науковій і публіцистичній літературі лише у 1960-х роках. Саме тоді на весь світ гриміла слава Біловезької пущі, в той період з Біловезького національного парку у Цуманські ліси завезли для реакліматизації перших зубрів.
Люди почали селитися, вести господарство в лісах у межиріччі Стиру та Горині ще за бронзового віку (II тис. до Р. Хр.). Про це свідчать археологічні знахідки серпа і сокир цього періоду біля села Берестяни Ківерцівського району, а також сокири біля села Липно Ківерцівського району; обидва населені пункти розташовані в центрі пущі. Основним заняттям населення тієї епохи й тієї кліматичної зони було землеробство, проте значну роль у житті цих праслов'янських племінних союзів відігравали (з огляду на великі лісові масиви, що оточували їх поселення) мисливство, рибальство, збирання ягід та грибів.
Територія теперішніх Цуманських лісів у ті часи була далеким, глухим закутком Європи, віддаленим від античної цивілізації Північного Причорномор'я, від степів Подніпров'я, які в той період стали регіоном, що найдинамічніше розвивався унаслідок тісних контактів з грецькою та східною цивілізаціями. Тоді навіть на віддаленому Поліссі невідворотно, хоча й надзвичайно повільно, поширювався міжплемінний обмін продуктами праці, прискорювалась майнова диференціація всередині родів і племен, укріплювалась політична та економічна могутність племінної знаті. У VII-VI1I століттях після Р. Хр., коли відбувся вже чіткій розподіл слов'ян на групи і племінні об'єднання, територія теперішньої Цуманської пущі належала до володінь східнослов'янського племені древлян. На ту пору тут існувало чимало древлянських поселень-городищ, проте вони, за звичай, були невеликими (середнє таке поселення рідко мало більше сотні жителів) і віддаленими одне від одного на десятки кілометрів майже непрохідних лісових нетрів. Городища, а також кургани, ремісничі майстерні давньоруського періоду виявлено біля сіл Берестяне, Липно, Городище, Цумань Кізерцівського району Волині.
З кінця IX і протягом X ст. деревлянські землі були підкорені київськими князями і включені до складу Київської Русі. Проте влада київських князів над цими лісовими племенами ще до середини XI ст. залишалась суто номінальною. Князівські посланці з військом лише час від часу з'являлись у лісових нетрях, щоб зібрати данину. Весь інший час влада на цих територіях цілковито належала родоплемінній знаті. Остаточне приєднання деревлянських земель до Київської Русі відбулося в часи найбільшого розквіту київської держави у другій половині XI століття. З археологічних досліджень відомо, що в другій половині XI та XII століттях центром господарського і культурного життя Цуманської пущі стає її західна і, насамперед, південна околиця. Так, наприклад, на заході Цуманських лісів, у басейні річки Конопельки в XI ст. відбувся останній розквіт деревлянської культури цього регіону. Тут існувало 25 селищ, осередком яких було укріплене городище-сховище неподалік від сучасної станції Арматнів. Проте феодальні відносини, які активно розвивались у Подніпров'ї вже у X ст., наприкінці XI — на поч. XII століть сягають і цього віддаленого куточка Київської Русі. За феодалізму відбувається занепад городищ, їх замінюють фортеці, які споруджують князі. У XII ст. з 25 селищ у басейні річки Конопельки залишилось лише 13.
У той час як в центрі і на заході Цуманської пущі відбувається занепад, землеробських поселень, що було зумовлено їх ізольованістю, відсталістю форм господарювання, віддаленістю від великих міст, відсутністю комунікацій, центр життя субрегіону переміщується у XII ст. на його південні межі. Тут в той період пролягав великий торговий шлях з Києва до Польщі, який проходив містами Звягель — Корець — Гоща — Дорогобуж — Рівне — Олика — Луцьк і далі до Варшави, Кракова. Містечко Олика, розташоване на самому півдні лісів межиріччя Стиру і Горині, вперше згадано в літописі 1149 року, коли біля нього зупинявся один з княжих загонів. Назву «Олика» пов'язують з давнім словом «лико» — деревною корою, з якої виготовляли тогочасне взуття — постоли. У кількох кілометрах від Олики розташоване стародавнє селище Личани. Очевидно, в ті часи на цій території було розвинене виробництво і торгівля ликом та личаними постолами, тут діяла своєрідна величезна «взуттєва фабрика» Волині. Від середини XII ст. і до кінця 50-х років XX ст. (тобто на 8 століть) саме місто Олика стає адміністративним, культурним, політичним, господарським центром цуманських лісів. Тут відбуватимуться найвизначніші події, які матимуть вплив на економічне, політичне, культурне, господарське життя субрегіону.
У XIII-XIV століттях, коли Волинь входила до складу Галицько-Волинського князівства, у лісах, розташованих між Стиром і Горинню, не було жодних визначних історичних подій, зафіксованих у писемних документах. Це були часи татарської навали, спустошення багатьох міст, містечок, селищ Волині. Із 40-х років XIV ст. Волинські землі входять до складу Великого князівства Литовського. Литовське правління було сприятливим для українських земель, продовжувався розвиток цих територій. Проте, Литовську державу (і українські землі, що входили до її складу), а також литовську знать поступово, шляхом різних угод та шлюбів поглинала більша, краще організована й агресивна Річ Посполита. У першій третині XV ст. литовський князь Вітовт, якого підтримувала антипольськи налаштована литовська знать і українські магнати, робить останню спробу вирватися з міцних польських обіймів.
У 1429 році Вітовт скликає у Луцьку з'їзд монархів Європи, на якій прибули представники Ватикану, Німеччини, Росії, інших європейських держав. Планувалось проголосити Вітовта королем Литви. Гостям і їх численним ескортам було віддано найкращі палаци і маєтки Луцька та навколишніх сіл. З'їзд вінценосних осіб тривав два місяці. І тут на історичну арену виходять ліси Цуманської пущі, розташовані всього у двадцяти кілометрах на схід від Луцька — вони стали постачальниками м'яса різних тварин для монархів Європи. Літопис повідомляє про те, як щодня королі, герцоги, князі, посли та їхні слуги споживали м'ясо сотень зубрів, лосів, вепрів. Безперечно, ці описи перебільшені згідно з тодішніми літописними традиціями, проте вони дають уяву про багатство тваринного світу лісів межиріччя Стиру і Горині, а також вперше описують цю місцевість як місце княжих ловів. Слід зауважити, що у Київській Русі, Галицько-Волинському князівстві, Великому Князівстві Литовському, а пізніше й у Речі Посполитій діяла низка законів, спрямованих на охорону лісів: зокрема, було заборонено самовільні рубання і полювання на ряд цінних мисливських тварин. У цей період (XV-XVI ст.) лісові масиви, особливо ті, які були багаті дичиною і розташовувались неподалік від шляхів сполучення та великих міст, поступово переходять у приватну власність українських магнатських родів, литовських і польських феодалів. Лісові масиви стають тепер не лише місцем мисливських розваг «сильних світу цього», але й набувають великої економічної цінності як джерело сировини для промисловості Західної Європи, яка розвивалася швидкими темпами. Дубові ліси вирубають для будування кораблів, менш цінні породи листяних дерев спалюють для вироблення поташу — речовини, яку використовували для промислового виробництва різноманітних речей повсякденного вжитку: тканин, скла, полотен тощо. Рубають волинські, в тому числі й цуманські ліси і для місцевого виробництва заліза. Про існування подібних залізорудних виробництв у Цуманських дібровах свідчить назва села Рудники теперішнього Маневицького району Волинської області, розташованого на півночі пущі. Вирубування і випалювання волинських лісів для експорту деревини та поташу у Західну Європу особливо поширюється після Люблінської унії 1569 року, коли Велике Князівство Литовське і українські землі увійшли до складу Польщі. Луцькі купці, місцева знать, чиновники, нова польська шляхта активно включаються у процес торгівлі лісом. Зрубану деревину річками й суходолом доставляють з Волині на великі лісозаготівельні склади у Бересті, Холмі, звідки невдовзі вона потрапляє на європейські мануфактури. У середині XVI століття Цуманську пущу було остаточно розподілено і закріплено як приватну власність між трьома великими магнатськими родами.
Давній український шляхетський рід князів Чорторийських, які ще у другій половині XV ст. обрали своєю резиденцією містечко Клевань (перша літописна згадка — 1458 рік), володіють і навколишніми лісовими масивами по берегах річки Стубли, які становлять крайню південно-східну частину сучасних цуманських лісів. Чорторийські активно розбудовують Клевань, зокрема споруджують тут в 1475 році замок, пізніше, у 1630 році, католицький костел тощо. Крім того, князям Чорторийським належало село Городище і навколишні ліси на заході Цуманської пущі. Село Липно, розташоване на крайньому сході Цуманського лісового масиву, належало до Степанського замку князя Костянтина Острозького. Нарешті, найбільша частина Цуманської пущі (центральна, північна, південна) із селами Сильне, Берестяне, Цумань та іншими населеними пунктами входила до володінь давнього литовського роду князів Радзивілів, які з 1513 року обрали центром свого удільного князівства місто Олику. Олика на той час була досить великим населеним пунктом — в 1570 році тут нараховувалось 300 будинків. У місті діяли 19 вітряків, працювали 11 ремісників, щороку тут відбувались 5 ярмарків, на які приїздили купці з усієї Волині. З 1564 року цей населений пункт отримує Магдебурзьке право і певне самоврядування. Проте слід зауважити, що голова судової влади міста — війт — призначався князями і відстоював переважно їхні інтереси. Під управлінням Радзивілів Олика розбудовується, прикрашається видатними архітектурними спорудами. Зокрема в 1564 році тут споруджують чотирикутний замок, а в 1635 році — величний костел, прикрашений багатьма скульптурами, мармуровими колонами. Князь Микола Чорний Радзивіл навіть планував створити у місті Академію наук. Його правління, яке припадало на другу половину XIV століття, відзначалось терпимістю до всіх віросповідань — в цей період у місті жило багато протестантів.
Крім містечок Олики та Клевані, розташованих на самому півдні Цуманських лісів, інші населені пункти, що знаходились у центрі пущі, були невеличкими селами, які нараховували, зазвичай, 20-40 хат. Тут мешкали селяни двох категорій: ті, що були кріпаками й належали князям, і вільні, які втім мусили відробляти повинності на користь феодалів за користування землею. З входженням Великого Князівства Литовського до складу Польщі закріпачення селян відбувається швидкими темпами. Якщо у XIII-XIV ст. селяни могли ще більш-менш вільно користуватися лісовими багатствами (полювати, рубати ліс для своїх будівельних потреб, збирати ягоди та гриби), то у XV-XVI ст., унаслідок юридичного закріплення лісів за конкретними феодалами, а також виходу низки природоохоронних законів у Великому Князівстві Литовському і Польщі, сільські мешканці могли лише збирати у лісі хмиз, ягоди та гриби — рубання дерев, полювання і рибальство без князівського дозволу були суворо заборонені.
Наприкінці XVI ст. Цуманська пуща, зокрема її південна околиця, стає одним з осередків козацького повстання під проводом Северина Наливайка, спрямованого проти польських феодалів. Наливайківцям у 1596 році вдалося захопити на короткий час центри удільних князівств Чорторийських і Радзивілів — Клевань та Олику. Відомо, що на той час у лісах під Оликою активно діяли дві козацькі сотні під проводом Ростопчи, сформовані в основному з місцевих селян. Близьке розташування Цуманської пущі до Київського торговельного шляху, наближеність до великих населених пунктів Луцька, Олики, Клевані зумовили те, що в 1648 році, коли розпочалося визвольне повстання під проводом Б. Хмельницького, цей субрегіон опиняється у вирі подій. Хмельницький, звільнивши Центральну Україну від поляків, готувався до походу на захід, на Польщу. Ключем до Польщі був Львів. Але щоб штурмувати Львів, потрібно було убезпечити козацьке військо від раптового удару ворожих військ з півночі, з Волині, яка була твердинею окатоличених магнатських родів. З цим завданням успішно впорався козацький полковник Максим Кривоніс, який зайняв у 1648 році багато укріплених міст Волині, в тому числі Клевань і Олику. Чимало селян і міщан з цієї місцевості приєднувалось до козацького війська.
Наприкінці XVIII століття, а саме в 1795 році, Волинь унаслідок третього поділу Польщі входить до складу Російської імперії. Але більшість магнатських родів Польщі зберегли свої земельні володіння. Тому, хоча в цей період в Російській імперії діяла низка природоохоронних законів, спрямованих на охорону і раціональне використання лісів, Цуманська пуща і далі залишалася у приватній власності феодалів (переважно князів Радзивілів), які господарювали на свій лад, полюючи в пущі і продовжуючи вирубати ліс для експорту.
Наступною великою війною, яка опалила своїм диханням Цуманські ліси, стала російсько-французька війна 1812 року. На Волині третя Російська армія генерала О. Тормасова, під натиском корпусів французьких генералів Шварценберга і Рен'є, отримала поразку і відступила за Стир. На якийсь час союзники Наполеона І Бонапарта поляки, саксонці і австрійці оволоділи Західною Волинню, у тому числі й Цуманським субрегіоном. Проте наприкінці 1812 року, після поразки під Бородіним і провалу кампанії проти Росії, війська наполеонівської коаліції відступили з Волині. Російська армія, яка переслідувала залишки корпусів Шварценберга і Рен'є, йшла, зокрема, через Олику. В її складі були козацькі полки, до яких масово почали записуватись волинські селяни й міщани, сподіваючись на відновлення козацьких прав. Зокрема 167 волинян з лісової охорони, які мали коней і зброю (значна їх частина була з Цуманської пущі), вступили до цих полків і в складі російської армії дійшли до Західної Європи.
Після закінчення війни змінюються власники Олики і Цуманської пущі. Річ у тім, що Радзивіли, як і деякі інші окатоличені литовські та українські магнати, підтримали Наполеона у війні з Росією, сподіваючись на відновлення незалежності Польщі. Розгніваний імператор Олександр І, дізнавшись про це, передав маєток в Олиці і Олицьку волость з усіма селами та лісами прусській лінії Радзивілів, яка підтримала Росію (Сисакович, Телішевський, 1975). Прусські Радзивіли, зокрема Фердинанд Радзивіл (1843—1926) докладають багато зусиль для розбудови Олики, а також реставрують на межі XIX і XX століть (Ніццький замок). Вони продовжують промислове використання Цуманських лісів, вивозять звідси деревину, чому сприяє побудована в 1870—1873 роках залізниця Рівне-Ковель біля південної межі пущі. У 1907 році князь Радзивіл переносить центр управління всіма своїми лісами й маєтками до Цумані, де засновує у цьому ж році найбільшу на Волині лісопильню і склад деревини.
З 1914 року Волинь стає ареною бойових дій 1-ї світової війни. Посередині Цуманської пущі (зокрема через село Сильне теперішнього Ківерцівського району Волинської області) проходила лінія фронту між австро-угорськими та російськими військами. У травні 1916 року війська 8-ї російської армії під командуванням генерала Брусилова здійснили в районі Цуманської пущі прорив лінії фронту, відомий під назвою «брусиловський», унаслідок якого Волинь, Буковина і Східна Галичина були звільнені від австро-угорських військ, а наступ противника було зупинено на всьому Східному фронті. Воїнів 8-ї армії, які загинули під час прориву ворожої оборони під селом Хромяково теперішнього Ківерцівського району Волинської області, поховали у братській могилі неподалік від села Ромашківка цього ж району. Зараз місце поховання охороняється, тут встановлено пам'ятний знак.
З 1921 року, коли Волинь унаслідок післявоєнних угод увійшла до складу Польщі, Радзивіли продовжують залишатися господарями Олики і Цуманської пущі. Польська держава взялася впорядковувати ведення лісового господарства: було проведено перевірку стану лісів, утворено Окружне управління державними лісами в Луцьку, яке мало здійснювати нагляд за лісами різних господарів та державними лісовими масивами. Усі ліси Польщі і Волині зокрема було поділено на лісництва, у кожному з яких вели облік деревини, порід дерев. У 1930-х роках князі Радзивіли неодноразово влаштовували в Цуманських лісах великі полювання, на які запрошували шляхетних гостей з усієї Польщі. Під час таких ловів, загоничами в яких були сільські жителі, здобували сотні зайців, десятки козуль та кабанів. Князі дбали про охорону лісів і дичини, фінансували єгерську службу.
У 1939 році, коли Волинь увійшла до складу Радянської України, закінчилась більш ніж 426-річна історія володіння Радзивілів Цуманською пущею. Ці ліси переходять у державну власність, територія Цуманської пущі увійшла до складу двох адміністративних районів — Олицького та Цуманського. Проте не встигла Радянська влада як слід закріпитись на Волині, як у червні-липні 1941 року Волинь окупує нацистська Німеччина. Місто Рівне німці обрали центром управління окупованої території України. Розташовані недалеко від Рівного ліси Цуманської пущі з її багатим рослинним і тваринним світом сподобались німецькому наміснику райхскомісару України Еріху Коху. Він віддав військам наказ виселити з району Цумані 14 сіл, щоб перетворити ці ліси на суцільні мисливські угіддя. Примусову евакуацію здійснили у грудні 1942 року. Тих, хто не бажав полишати власні домівки, розстрілювали. Стратегічне розташування цього лісу біля залізниці Рівне-Брест, близькість до центру окупаційної влади Рівного зумовило те, що пуща, починаючи з другої половини1942 року, стає місцем базування партизанських загонів як УПА, так і радянських партизан. У Цуманських лісах протягом кінця 1941—1943 років діяли партизанські загони місцевих комуністів під проводом О. Філюка, деякий час перебували тут червоні партизани загонів О. Бринського, М. Прокопюка, проходив рейдом через Цуманщину влітку 1943 року і підрозділ генерала С. Ковпака. З кінця 1942 року по жовтень 1943 року у Цуманській пущі в урочищі Лопатень базувався радянський загін спецпризначення полковника Д. Медведева, головним завданням якого була розвідка і організація замахів на чиновників райхскомісаріату у Рівному. До складу загону входив відомий розвідник О. Кузнєцов. Діяльність радянських партизанів спричинила репресії з боку німців, від яких страждало переважно мирне населення: зокрема, німці спалили село Клубочин, розташоване на заході Цуманської пущі, і розстріляли 137 його жителів. Між українськими націоналістичними формуваннями і радянськими партизанами час від часу відбувалися сутички за контроль над територією, але особливої гостроти це протистояння досягло восени 1943 року: зазнаючи втрат під час боїв із загонами УПА, а також унаслідок німецької каральної операції у жовтні 1943 року, загін Д. Медвєдєва відійшов на північ, у Маневицькі ліси. З кінця 1943 і до початку 1950-х років Цуманська пуща була однією з баз опору загонів УПА радянській владі на Волині.
Після закінчення війни і укріплення радянської влади на Волині територія Цуманської пущі увійшла до складу трьох адміністративних районів області — Олицького, Ківерцівського та Маневицького. Почалося розроблення лісу для потреб народного господарства державним трестом «Волиньліспром». У Цуманських лісах діяло два ліспромгоспи: Ківерцівський і Цуманський. У 1960—1980 роках у Цуманській пущі активно провадять меліоративні роботи: будують осушувальні системи; меліоративні канали побудовано в басейні річок Конопельки, Кормину, в урочищах Чисте болото, Чортове болото, Папики, Гинин, Заброди, біля сіл Муравище, Сильне, Городище, Журавичі. Непродумана меліорація завдала значної шкоди пущі, змінила її екосистеми, призвела до значної зміни рослинності водно-болотних комплексів та чисельності ряду тварин (видри, ондатри, бобра, тетерука, бекаса, вальдшнепа, журавля сірого і різних качок).
У повоєнний період у Цуманській пущі побудовано мережу автодоріг з твердим покриттям, зокрема прокладено асфальтовану трасу від села Журавичі до села Берестяне і далі до сіл Холоневичі, Липне. В урочищі Лопатень, де в роки війни базувався радянський партизанський загін полковника Медведева, побудовано меморіальний комплекс. У 1957 році Олицький район було включено до складу Ківерцівського району Волинської області. Відтоді і до теперішнього часу саме у цьому районі знаходиться основний масив лісів Цуманської пущі.
У 1958 році в Цуманських лісах створено одне з перших в Україні державне мисливське господарство «Цуманське» площею 35 тисяч гектарів. Створення мисливського господарства, запровадження єгерської служби, початок планомірної роботи по розведенню диких тварин невдовзі дали свої позитивні результати. У пущу завозять благородних і плямистих оленів, які завдяки підгодівлі й охороні швидко розселяються по Цуманських лісах. У 1965 оці з Біловезької пущі завезли 15 зубрів, що по праву стають символами цього давнього лісового масиву, в якому вони мешкали до XVII століття. Збільшується чисельність кабанів, козуль, лосів, зайців та інших видів тварин.
Максимальної чисельності мисливська фауна досягла в Цуманській пущі наприкінці 1980-х — на початку 1990-х років, коли лише зубрів тут нараховувалось 207 особин, оленів — майже 1000, а кількість кабанів і козуль перевищувала кількатисячну позначку. Але в 1990-х роках, вже у часи незалежної України, ліси давньої пущі переживають нові випробування: загальна економічна криза в державі, корупція в органах влади, зубожіння населення (особливо сільського), падіння рівня екологічної свідомості зумовили споживацький підхід до природних багатств пущі. У Цуманських лісах різко зростають обсяги рубання деревини Державним лісогосподарським об'єднанням «Волиньліс», яке постачає напівфабрикати — ліс-кругляк у Європу, перетворюючи Волинь на сировинний придаток Євросоюзу. Самовільно рубають ліс і місцеві жителі. Причому, на місці вирубаного лісу, там, де зростали діброви, лісники провадять насадження малоцінних соснових культур. Унаслідок розгулу браконьєрства різко зменшується чисельність мисливських видів тварин. Чисельність зубра, яка в 1991 році становила 207 особин, у 2000 році впала до рівня 54 голів. Зменшується поголів'я диких свиней, козуль, а лось стає ще більш рідкісним видом, ніж зубр (у 2000 році його нарахували 25 особин). Майже зникли тетеруки, все рідше стали траплятися рябчики. Враховуючи природну та історичну цінність Цуманської пущі, необхідність її охорони, про надання їй статусу національного парку неодноразово висловлювались місцеві жителі, партійні осередки Ківерцівського району, Ківерцівська районна рада, Держуправління екоресурсів у Волинській області, інститут ботаніки ім. М. Г. Хблодного НАН України, народний депутат України Євген Кирильчук. Однак про недоцільність і передчасність створення Ківерцівського національного природного парку заявило ДЛГО «Волиньліс», яке є користувачем цих угідь. При цьому керівники «Волиньлісу» не беруть до уваги, що їхня діяльність у цьому регіоні вже призвела до збільшення техногенного й антропогенного навантаження на природу. І хоча завдяки зусиллям Держуправління екоресурсів у Волинській області, членів Українського товариства охорони природи, жителів Ківерцівського району в Цуманських лісах протягом останнього десятиріччя створено низку природоохоронних територій — заказників місцевого та загальнодержавного значення, та створено Ківерцівський національний природний парк «Цуманська пуща» — як комплексна природно-заповідна територія з поділом на зони різного режиму охорони, службою охорони і штатом наукових працівників, яка здатна зберегти та примножити для майбутніх поколінь природні та історичні багатства перлини волинських лісів — Цуманської пущі.